# Paranormální jev

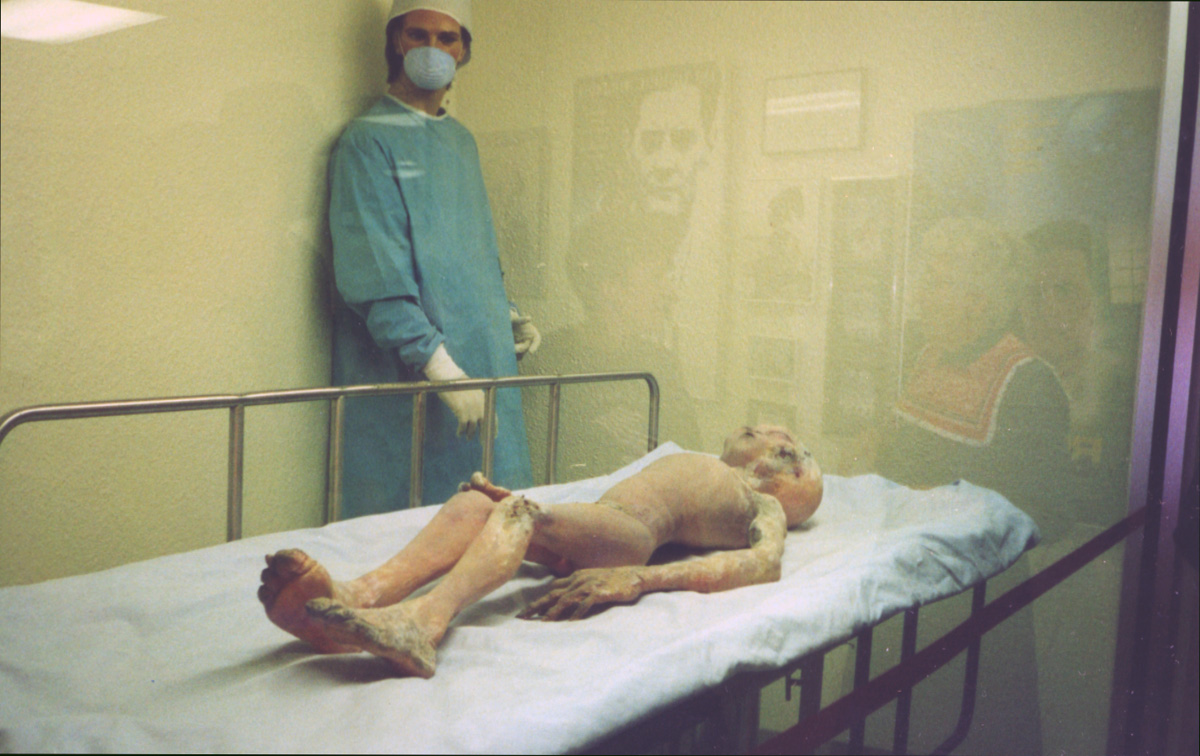
Výstava mimozemské pitvy v muzeu UFO - Roswell, Nové Mexiko

Paranormálním jevem se nazývají skutečnosti, pro které není známo racionální vysvětlení. Paranormální jevy jsou často pro svou mohutnou iracionální složku kontroverzním tématem. Předpokládá se, že je to pseudověda. Víra v paranormální jevy souvisí s kognitivními funkcemi jedince.
Existují různé pokusy o vysvětlení paranormálních jevů, například:
1. Jde o lidské halucinace způsobené působením (atmosférou) místa např. opuštěný dům nebo hrad.[zdroj?]
2. Jedná se o lidmi nastražené pasti, které mají za úkol odlákat ostatní od věcí nebo tajemství, která se zde ukrývají. Zajímavým příkladem je fáma o havárii UFO v roce 1947 v Roswellu, kolem které vznikla doslova mytologie o mimozemských návštěvnících. Ve skutečnosti byla fáma rozšířena americkou armádou za účelem utajení vojenského projektu Mogul, který měl monitorovat případné raketové aktivity Sovětského svazu.[zdroj?]

## Výzkum
Výzkumem paranormálních jevů se ve světě zabývá celá řada nadšenců, hlavně z řad esoteriků. Například TAPS (The Atlantic Paranormal Society) či IPA (Indian Paranormal Society). I v České republice se formují tzv. vyšetřovací týmy (EPRV 777, V.T.P.J, a další...), ale žádný z nich zatím nereagoval na mnohé výzvy ke spolupráci na důkazu svých reálných schopností a jejich výsledky jsou tedy velmi diskutabilní.

### Vědecký výzkum paranormálních jevů

#### Celoevropská výzva ke spolupráci
Dne 1. října 2012 vyhlásili belgičtí skeptici ve spolupráci s evropskou skeptickou společností ECSO soutěž „The Sisyphus Prize“ o jeden milion euro. Finanční odměnu zde mohla získat osoba, která prokáže za kontrolovaných podmínek paranormální schopnosti, resp. takové, které jsou podle současných vědeckých poznatků krajně nepravděpodobné. V Belgii, Holandsku, Německu, Polsku i jinde byla o této akci široce informována veřejnost v rozhlase i v tisku, a první přihlášky k testování byly zaregistrovány velmi brzy. Tento projekt byl mimořádný kromě historicky nejvyšší vypsané odměny hlavně tím, že se jednalo o první celoevropskou akci zaměřenou na hledání paranormálního jevu. Česká republika se do projektu zapojila 1. ledna 2013 prostřednictvím Českého klubu skeptiků Sisyfos (člena Rady vědeckých společností České republiky) ve spolupráci s mentalistou Jakubem Kroulíkem.
Možnost otestovat své paranormální schopnosti v rámci národního pretestu českým zájemcům končila po půl roce. Důvodem dřívějšího konce nabídky o národní pretest bylo, aby v případě úspěchu národního kandidáta bylo dost času pro přípravu a realizaci finálního testu v Bruselu.
V České republice se národní výzvy pořádané Českým klubem skeptiků Sisyfos nakonec zúčastnili dva lidé. Pokusili se prokázat schopnost mimosmyslově vnímat, neuspěl však ani jeden. V dalších evropských zemích během jednoho roku trvání akce proběhly desítky testů různých paranormálních schopností v oblastech jako je jasnovidnost, telepatie, telekineze, materializace, proutkařství, senzibilských schopností, psychotroniky apod. Výsledek žádného z testovaných účastníků dosud nepřekročil stanovený pravděpodobnostní poměr, tudíž žádný z nich dosud neuspěl.

#### Paranormální výzva (ČR)
Přestože v Evropě výzva trvala celý rok a v České republice půl roku, objevilo se i u nás mnoho zájemců, kteří nakonec z různých důvodů připravované testy nepodstoupili. Projekt Paranormální výzva Českého klubu skeptiků Sisyfos proto od prvního ledna 2014 plynule navazuje na The Sisyphus Prize.
Český klub skeptiků Sisyfos nabízí od 1. 5. 2014 ve spolupráci s dobrovolnými donátory v čele s Václavem Dejčmarem finanční odměnu té osobě, která za kontrolovaných podmínek prokáže své paranormální schopnosti. Na rozdíl od Randiho Milionové paranormální výzvy se může k Paranormální výzvě kdokoliv dobrovolně připojit a nabídnout navýšení finanční odměny.
Veškeré experimenty Paranormální výzvy se pečlivě dokumentují a jsou veřejně přístupná.